# Linhares
Linhares város Brazíliában, Espírito Santo államban. Lakosainak száma 166 786 fő (2022). Linhares São Mateus, Rio Bananal, Governador Lindenberg, Jaguaré, Sooretama, Marilândia, Colatina, João Neiva és Aracruz községekkel határos.

## Népesség
A település népességének változása:
| Lakosok száma | 112 617 | 141 306 | 176 688 | 179 755 | 166 786 |
|               | 2000    | 2010    | 2020    | 2021    | 2022    |